# Saint-Jean-du-Cardonnay
Saint-Jean-du-Cardonnay és un municipi francès situat al departament del Sena Marítim i a la regió de Normandia. L'any 2007 tenia 1.345 habitants.

## Demografia

### Població
El 2007 la població de fet de Saint-Jean-du-Cardonnay era de 1.345 persones. Hi havia 507 famílies de les quals 95 eren unipersonals (36 homes vivint sols i 59 dones vivint soles), 158 parelles sense fills, 218 parelles amb fills i 36 famílies monoparentals amb fills.
La població ha evolucionat segons el següent gràfic:
Habitants censats

### Habitatges
El 2007 hi havia 523 habitatges, 508 eren l'habitatge principal de la família, 6 eren segones residències i 9 estaven desocupats. 490 eren cases i 31 eren apartaments. Dels 508 habitatges principals, 440 estaven ocupats pels seus propietaris, 63 estaven llogats i ocupats pels llogaters i 4 estaven cedits a títol gratuït; 33 tenien una cambra, 6 en tenien dues, 36 en tenien tres, 98 en tenien quatre i 335 en tenien cinc o més. 416 habitatges disposaven pel capbaix d'una plaça de pàrquing. A 177 habitatges hi havia un automòbil i a 291 n'hi havia dos o més.

### Piràmide de població
La piràmide de població per edats i sexe el 2009 era:
| Homes | Edats   | Dones |
| ----- | ------- | ----- |
| 0     | 95 o +  | 0     |
| 0     | 90 a 94 | 12    |
| 4     | 85 a 89 | 8     |
| 4     | 80 a 84 | 12    |
| 8     | 75 a 79 | 20    |
| 36    | 70 a 74 | 28    |
| 36    | 65 a 69 | 24    |
| 32    | 60 a 64 | 28    |
| 24    | 55 a 59 | 32    |
| 60    | 50 a 54 | 40    |
| 36    | 45 a 49 | 44    |
| 64    | 40 a 44 | 68    |
| 64    | 35 a 39 | 72    |
| 48    | 30 a 34 | 28    |
| 16    | 25 a 29 | 20    |
| 20    | 20 a 24 | 16    |
| 76    | 15 a 19 | 20    |
| 36    | 10 a 14 | 40    |
| 56    | 5 a 9   | 48    |
| 52    | 0 a 4   | 32    |

## Economia
El 2007 la població en edat de treballar era de 890 persones, 656 eren actives i 234 eren inactives. De les 656 persones actives 616 estaven ocupades (321 homes i 295 dones) i 41 estaven aturades (23 homes i 18 dones). De les 234 persones inactives 85 estaven jubilades, 108 estaven estudiant i 41 estaven classificades com a «altres inactius».

### Ingressos
El 2009 a Saint-Jean-du-Cardonnay hi havia 516 unitats fiscals que integraven 1.355 persones, la mediana anual d'ingressos fiscals per persona era de 23.421 €.

### Activitats econòmiques
Dels 99 establiments que hi havia el 2007, 1 era d'una empresa alimentària, 1 d'una empresa de fabricació d'elements pel transport, 8 d'empreses de fabricació d'altres productes industrials, 19 d'empreses de construcció, 39 d'empreses de comerç i reparació d'automòbils, 8 d'empreses de transport, 1 d'una empresa d'hostatgeria i restauració, 7 d'empreses financeres, 3 d'empreses immobiliàries, 9 d'empreses de serveis, 2 d'entitats de l'administració pública i 1 d'una empresa classificada com a «altres activitats de serveis».
Dels 14 establiments de servei als particulars que hi havia el 2009, 2 eren tallers de reparació d'automòbils i de material agrícola, 2 paletes, 2 guixaires pintors, 4 fusteries, 2 lampisteries i 2 empreses de construcció.
Dels 10 establiments comercials que hi havia el 2009, 1 era un hipermercat, 1 una botiga de menys de 120 m², 1 una fleca, 1 una llibreria, 2 botigues d'equipament de la llar, 2 botigues d'electrodomèstics, 1 una botiga d'electrodomèstics i 1 una botiga de mobles.
L'any 2000 a Saint-Jean-du-Cardonnay hi havia 8 explotacions agrícoles.

## Equipaments sanitaris i escolars
L'únic equipament sanitari que hi havia el 2009 era una ambulància.
El 2009 hi havia una escola elemental.

## Poblacions més properes
El següent diagrama mostra les poblacions més properes.